# 黄书祥 (1927年)
黄书祥（1927年1月—2014年1月7日），男，江苏如皋人，中华人民共和国政治人物，扬州市人民政府原市长，市人大常委会原主任，第六届全国人大代表。